# Орбитальная спутниковая группировка России
Орбитальная спутниковая группировка России, в которую входят аппараты социально-экономического, научного и двойного назначения по состоянию на ноябрь 2024 года, насчитывает 290 космических аппаратов.
В начале 2019 года общее количество российских ИСЗ их было 88, в 2020 году — 94, в 2021 году — 99, в 2022 — 102.

## Пилотируемая программа Роскосмоса

### Космические аппараты в составе российского сегмента Международной космической станции (МКС)
- Функционально-грузовой блок «Заря»
- Служебный модуль «Звезда»
- Малый исследовательский модуль «Поиск»
- Малый исследовательский модуль «Рассвет»
- Многофункциональный лабораторный модуль «Наука»
- Универсальный узловой модуль «Причал»
- Транспортный корабль «Прогресс-МС» (периодически заменяются)
- Пилотируемый корабль «Союз-МС» (периодически заменяются)

## Космические аппараты российских организаций

### Космические аппаратыИнститута космических исследований
| Дата запуска | Имя аппарата    | Пункт назначения               | Назначение               | Статус миссии |
| ------------ | --------------- | ------------------------------ | ------------------------ | ------------- |
| 2019-07-13   | Спектр-РГ       | Точка Лагранжа Солнце-Земля L2 | Рентгеновская астрономия | Активна       |
| 2023-08-10   | Луна-25         | Луна                           | Исследование Луны        | Завершена     |
| 2024-11-05   | Ионосфера-М № 1 | Солнечно-синхронная орбита     | Исследование ионосферы   | Активна       |
| 2024-11-05   | Ионосфера-М № 2 | Солнечно-синхронная орбита     | Исследование ионосферы   | Активна       |

## Действующие спутники и системы

### Фундаментальные космические исследования
- Космическая обсерватория «Спектр-РГ»;
- «Ломоносов».

### Глобальная навигационная спутниковая система(ГЛОНАСС)
- 23 КА серии «Глонасс-М»[3];
- 2 КА серии «Глонасс-К» («Космос-2471», «Космос-2502»)[4].

### Связь, вещание и ретрансляция
- 1 КА «Рефлектор»[5][6].

#### АО «Газпром космические системы»
Космические аппараты семейства «Ямал»:
- «Ямал-200»;
- «Ямал-300К»;
- «Ямал-401»;
- «Ямал-402»;
- «Ямал-601».

#### ФГУП «Космическая связь»
Космические аппараты семейства «Экспресс»:
- 2 КА серии «Экспресс»;
- 7 КА серии «Экспресс-АМ»;
- 2 КА серии «Экспресс-АТ»;
- 3 КА серии «Экспресс-АМУ».

#### ОАО «Спутниковая система Гонец»
Многофункциональная система персональной спутниковой связи и передачи данных с КА на низких орбитах (МСПСС) «Гонец»:
- 18 КА серии «Гонец-М».

Многофункциональная космическая система ретрансляции (МКСР) «Луч»:
- 4 КА серии «Луч-5» («Луч-5А»[13], «Луч-5Б»[14], «Луч-5В»[15], «Луч-5Х (Олимп-К 2)»[16]). Планируется (есть контракт) ещё на 2 КА Луч-5ВМ в 2024 и 2025 годах соответственно[17] и лишь потом возврат в проекту модернизации МКСР (Енисей-А1 и А2 или что-то иное не поясняется).

### Дистанционное зондирование Земли
- 1 КА серии «Арктика-М». Планируется запуск на декабрь 2023;
- 3 КА серии «Электро-Л»[18]. Запуск в 2025-м году последнего спутника «Электро-Л» № 5 перед переходом к спутникам «Электро-М»;
- 3 КА серии «Метеор-М»;
- 1 КА «Канопус-В-ИК»;
- 4 КА серии «Канопус-В».

### Малые космические аппараты
- 2 КА серии «ReshUCube»[19];
- 1 КА «ВДНХ-80»;
- 1 КА «Сократ»;
- 1 КА «Амурсат»;
- 1 КА «Декарт»;
- 1 КА «Норби»;
- 2 КА серии «Ярило»;
- 2 КА серии «Аист»;
- 1 КА «Орбикрафт-Зоркий»;
- 1 КА «ЧеллендВан»;
- 1 КА «КубSX-HSE»;
- 1 КА «КубSX-Сириус-HSE».

### Космические аппараты оборонного и двойного назначения
- Единая система спутниковой связи нового поколения (ЕССС-2);
- Спутниковая система связи «Родник»;
- Спутниковая система связи «Благовест»;
- Космическая система ретрансляции цифровой информации;
- Система «Око»;
- Единая космическая система обнаружения и боевого управления «Купол»;
- Система морской космической разведки и целеуказания «Лиана»;
- Комплекс оптико-электронной разведки «Персона»;
- Космические аппараты радиолокационной разведки;
- Геодезическая спутниковая система.

## Перспективные спутники и системы

### Проект «Сфера»
22 октября 2022 года с космодрома Восточный был выведен первый аппарат федерального проекта «Сфера» — «Скиф-Д». С его помощью будут отрабатываться технологии предоставления широкополосного доступа в интернет на всей территории России. Предполагается, что в «Сферу» войдут пять спутниковых группировок связи: «Марафон», «Скиф», «Экспресс», «Экспресс-РВ» и «Ямал». А также пять группировок дистанционного зондирования Земли: «Беркут-Х», «Беркут-О», «Беркут-ВД», «Беркут-С» и «Смотр».
В проекте «Сфера» в общей сложности будет создано и задействовано более более 600 космических аппаратов. Орбита «Скифов» предоставляет возможность обслуживания северных широт, недоступных для спутников Starlink, в том числе районов Крайнего Севера, Арктики, Северного морского пути и кросс-полярных авиатрасс.
2 октября 2023 года глава «Роскосмоса» Юрий Борисов сообщил о старте работ над созданием группировки опорного типа сверхмалых спутников «Грифон», состоящей из 136 орбитальных аппаратов, предназначенной для интенсивной передачи информации о любой точке мира. Система позволит получать актуальные сведения не реже 40 часов по всему миру. Инициатором данного инфоспутникового проекта стал головной институт «Роскосмоса»— ЦНИИмаш.